# Initiation (film 2020)
Initiation, reso graficamente come Init!ation, è un film slasher americano del 2020 diretto, co-prodotto e co-scritto da John Berardo. Il film trae ispirazione dal suo cortometraggio Dembanger, ma si distingue da quest'ultimo per aver esplorato in maniera approfondita i pericoli dei social media. La trama segue le vicende di alcuni studenti universitari che vengono uccisi da un serial killer.
Il film vanta un cast corale che include Jon Huertas, Isabella Gomez, Lindsay LaVanchy, Froy Gutierrez, Gattlin Griffith, Patrick Walker, James Berardo, Bart Johnson, Shireen Lai, Kent Faulcon, Yancy Butler e Lochlyn Munro. Il film è stato proiettato in anteprima al Screamfest Horror Film Festival l'8 ottobre 2020 e successivamente distribuito da Saban Films il 7 maggio 2021.

## Trama
Durante una festa, Kylie, studentessa universitaria, viene ritrovata priva di sensi in una stanza insieme a tre membri della confraternita Sigma Nu Pi: Beau, Dylan e Wes. La mattina seguente, Kylie scopre di avere sul cellulare alcune foto e video che la ritraggono priva di sensi e pubblicati sui social media. In cerca di aiuto, si rivolge a Shayleen, sua compagna di confraternita, che a sua volta coinvolge Ellery. Ellery, anch'essa membro della confraternita nonché sorella di Wes, è a conoscenza delle passate accuse di violenza sessuale contro il fratello e decide quindi di indagare.
Wes viene però brutalmente assassinato da un aggressore sconosciuto e i suoi compagni Dylan e Beau ne scoprono il corpo. Nei giorni successivi, il rettore dell'università, Van Horn, rende omaggio a Wes davanti a tutti gli studenti, esaltandone le doti di nuotatore e il potenziale perduto. Le indagini sull'omicidio vengono affidate alla detective Sandra Fitzgerald e all'agente Rico Martinez. Quest'ultimo scopre che il precedente caso di violenza sessuale che vedeva coinvolto Wes era stato insabbiato proprio da Van Horn. Poco dopo, anche Dylan e Beau vengono uccisi dall'assassino.
Ellery chiede un incontro a Van Horn, che, venuto a conoscenza delle indagini che la ragazza sta portando avanti, le urla di smettere immediatamente di indagare. Non appena Ellery lascia la stanza, l'assassino irrompe nell'ufficio di Van Horn e lo uccide. Tuttavia, Ellery e l'amica Kylie hanno assistito all'omicidio e, inseguite dall'assassino, decidono di fuggire. Durante l'inseguimento, le ragazze riescono a ferire l'assassino e a smascherarlo: si tratta di Martinez, il padre di Kylie. Martinez aveva deciso di uccidere Wes e gli altri ragazzi dopo aver scoperto che molti membri della confraternita avevano commesso una serie di stupri e altri crimini, tutti successivamente insabbiati dall'università e dal rettore.

## Produzione
Initiation trae ispirazione dal cortometraggio Dembanger, realizzato da John Berardo come progetto universitario durante i suoi studi alla University of Southern California. Il compito assegnato era la creazione di un "cortometraggio che affrontasse il tema del cambiamento sociale". Berardo scelse di esplorare il tema dei social media, colpito dalla facilità con cui era possibile creare un profilo su Facebook e dalla pervasività del suo utilizzo.
Il film, pur ispirandosi al cortometraggio, è fondamentalmente diverso. L'approccio al tema dei social media viene qui notevolmente approfondito e i cliché tipici dei film slasher, abbandonati.

## Distribuzione
Il film avrebbe dovuto debuttare originariamente al SXSW il 13 marzo 2020, con il titolo Dembanger, ma il festival è stato annullato a causa della pandemia di COVID-19. Successivamente, il film è stato proiettato per la prima volta negli Stati Uniti allo Screamfest Horror Film Festival del 2020 e successivamente al Sitges Film Festival lo stesso anno.
Nel giugno 2020, Saban Films ha acquisito i diritti di distribuzione nordamericana del film. La pellicola è stata distribuita nelle sale cinematografiche, sulle piattaforme digitali e on demand a partire dal 7 maggio 2021.

## Accoglienza

### Critica
Secondo l'aggregatore di recensioni Rotten Tomatoes, Initiation ha ottenuto un indice di gradimento del 59%, basato su 29 recensioni, con una valutazione media di 5.6/10.
Cath Clarke, scrivendo per The Guardian, ha assegnato al film un punteggio di 2 stelle su 5. Ha descritto il film come "un horror trash e slashy che affronta il tema delle aggressioni sessuali nei campus universitari, semplificando eccessivamente le complessità e aggiungendo un serial killer mascherato armato di trapano elettrico". Clarke ha inoltre sottolineato la mancanza di approfondimento del personaggio di Kylie.
Adam Graham del The Detroit News ha definito il film "un horror standard in cui i ragazzi e le ragazze delle confraternite vengono eliminati più velocemente di quanto si possa organizzare una partita di beer pong". Graham ha concluso la sua recensione con una nota di scetticismo sulla trama, affermando: "Non preoccupatevi di cercare di capire chi è stato perché la rivelazione non ha senso".
Gregory Lawrence di Collider ha espresso un giudizio decisamente più favorevole sul film assegnandogli un voto di A−. Lawrence ha concluso la sua recensione affermando: "Initiation è una vera e propria meraviglia del genere a basso budget, un thriller propulsivo ma paziente che si preoccupa profondamente, ma spietatamente, dei suoi personaggi".